# Andrea Alessandro Carnevale
Andrea Alessandro Carnevale (født 12. januar 1961 i Monte San Biagio) er en tidligere italiensk fodboldspiller.

## Karriere
Carnevale begyndte sin karriere i slutningen af 1970'erne i de lavererangerende divisioner. 
Først med klubskiftet til Udinese Calcio i 1984 fik han sit gennembrud som angriber i den italienske Serie A.
Fra 1986-1990 spillede Carnevale sammen med Diego Maradona i SSC Napoli, hvor han opnåede sine største sportslige resultater som professionel fodboldspiller. Bl.a. var han med til at vinde UEFA Cuppen for sit klubhold, da SSC Napoli i 1989 besejrede VFB Stuttgart i turneringens finale. Det var også som Napolispiller, at Carnevale kom i betragtning til Italiens fodboldlandshold.
Ved VM i Italien i 1990 udgjorde Carnevale den italienske angrebsduo sammen med Gianluca Vialli i holdets to første gruppespilskampe.
Efter sine to målløse optrædener for det italienske fodboldlandshold under VM-slutrunden i hjemlandet blev Carnevale afløst af angrebsrivalen Salvatore Schillaci. Schillaci fik sit store internationale gennembrud i de efterfølgende kampe, hvilket gjorde ham til turneringens samlede topscorer. Dette resulterede i, at Carnevale fra da af kom ud i periferien af det italienske landshold.
Carnevale opnåede i alt 10 landskampe og scorede 2 landskampsmål.
Efter VM-slutrunden i 1990 skiftede Carnevale til AS Roma. Her fik han en god start med 4 mål i de første 5 kampe for klubben. Efterfølgende blev Carnevale imidlertid kendt skyldig i narkotikamisbrug, hvorefter han blev suspenderet af Roma. Herefter gik hans karriere ned ad bakke, og hans karriere sluttede i Pescara Calcio i 1996.